# Académie médicale SS
L'Académie médicale SS, traduit du nom original allemand SS-Ärztliche Akademie, est un centre de formation de médecins SS crée en 1935, durant le Troisième Reich à Berlin (Allemagne). Son objectif était de former des médecins idéologiquement endoctrinés pour les SS. Parmi ses étudiants se trouvaient notamment des gynécologues, dentistes et pharmaciens. L'académie a cessé ses activités en 1945, à la fin de la guerre.
Pour des raisons stratégiques, elle fut transférée à Graz (Autriche) en 1940, où elle prit ses quartiers dans les locaux de l'Institut d'État pour sourds et muets.
Avant d'entrer à l'Académie médicale SS, tous les étudiants devaient suivre une formation pour devenir officier SS. Les étudiants recevaient à l'académie la partie militaire et idéologique de leur formation. Parallèlement, ils poursuivaient leurs études de médecine à l'Université de Graz.
Les étudiants de l'Académie médicale SS ont effectué une partie de leur formation dans le camp de concentration de Dachau, où ils ont utilisé des prisonniers comme matériel d'entraînement. Ils ont également utilisé des prisonniers venant des camps de concentration de Mauthausen, de Gusen et de Buchenwald.
Selon le journaliste allemand Ernst Klee, entre la mi-mai 1941 et la fin de 1942, environ 500 prisonniers ont été opérés par des étudiants de l'Académie Médicale SS à des fins d'entraînement. Beaucoup sont morts immédiatement ou en conséquence.
Au total, environ 200 médecins ont étudié à l'Académie médicale SS.

## Criminels nazis ayant fréquenté l'Académie médicale SS
- Aribert Heim
- Franz Lucas
- Willi Schatz